# フラジャイル (大西順子のアルバム)
『Fragile』（フラジャイル）は、ジャズ・ピアニストの大西順子が1998年に発表した7枚目のリーダー・アルバム。

## 収録曲
| #         | タイトル                                         | 作詞             | 作曲                   | 時間  |
| --------- | ------------------------------------------------ | ---------------- | ---------------------- | ----- |
| 1.        | 「ファエトーン」                                 | -                | 大西順子               | 8:21  |
| 2.        | 「コンプレクションズ」                           | -                | 大西順子               | 7:21  |
| 3.        | 「ユーヴ・ロスト・ザット・ラヴィン・フィーリン」 | シンシア・ワイル | バリー・マン           | 11:38 |
| 4.        | 「コンペアード・トゥ・ホワット」                 | -                | ジーン・マクダニエルズ | 7:05  |
| 5.        | 「ヘイ・ジョー」                                 | -                | ビル・ロバーツ         | 10:46 |
| 6.        | 「ユーロジア・ヴァリエーション」                 | -                | 大西順子               | 6:16  |
| 7.        | 「サンシャイン・オブ・ユア・ラヴ（JAM）」        | -                | クリーム               | 5:18  |
| 合計時間: | 合計時間:                                        | 合計時間:        | 56:45                  |       |

## アルバム参加ミュージシャン
- 大西順子 - ピアノ、キーボード
- レジナルド・ヴィール - ベース
- カリエム・リギンス - ドラムス
- 日野元彦 - ドラムス (2, 4)
- 本田珠也 - ドラムス (5, 7)
- PEACE - ボーカル (4)

## 制作クレジット
- プロデューサー - 大西順子
- エグゼクティブ・プロデューサー -行方均

- レコーディング＆ミキシング・エンジニア - ジム・アンダーソン
- アシスタント・エンジニア - Masataka Saito, Masaaki Ugazin, Tomoyuki Fukuda
- マスタリング・エンジニア - 岡崎好雄

- カバー・写真 - 宅間國博
- インナー・スリーブ写真 - Hitsuru Hirota
- アートディレクション - 多久薫
- A&R ディレクター - 津下佳子
- ライナーノーツ - 佐藤英輔

## リリース日一覧
| 地域           | リリース日     | レーベル                                  | 規格                   | カタログ番号 | 備考                           |
| -------------- | -------------- | ----------------------------------------- | ---------------------- | ------------ | ------------------------------ |
| 日本           | 1998年9月23日  | Somethin' Else (東芝EMI)                  | 12cmCD                 | TOCJ-8008    |                                |
| アメリカ合衆国 | 1999年5月4日   | BLUE NOTE                                 | 12cmCD                 | 98108        |                                |
| 日本           | 2004年4月1日   | EMIミュージック・ジャパン                 | デジタル・ダウンロード | 94631322754  | mora AAC-LC 320kbps            |
| 日本           | 2004年4月1日   | EMIミュージック・ジャパン                 | デジタル・ダウンロード | A1000154259  | レコチョク                     |
| 日本           | 2004年4月1日   | EMIミュージック・ジャパン                 | デジタル・ダウンロード | B00462H7R2   | アマゾン mp3                   |
| 日本           | 2004年10月20日 | EMIミュージック・ジャパン                 | デジタル・ダウンロード | 8d6kgx6hh0b5 | MSN Music mp3                  |
| 日本           | 2005年8月4日   | EMIミュージック・ジャパン                 | デジタル・ダウンロード | 728264115    | iTunes Store                   |
| 日本           | 2016年6月22日  | Somethin' Else (ユニバーサルミュージック) | 12cmCD                 | UCCJ-4160    | 24ビットリマスタリング、SHM-CD |

## タイアップ
| トラック番号 | 曲名             | タイアップ                                        |
| 5            | 「ヘイ・ジョー」 | フジテレビ系「ニュースJAPAN」エンディング・テーマ |